# لایحه برابری القاب
لایحه برابری القاب (انگلیسی: Equality (Titles) Bill) که با نام‌های قانون دانتون یا قانون دانتون ابی هم شناخته می‌شود، یک لایحهٔ مجلس در پارلمان بریتانیا بود که هدفش، پایان دادن به تبعیض جنسیتی در توارث القاب و املاک و دارایی‌ها برای وراث مؤنث بود.
این لایحه بالاتر از کمیسیون‌های تخصصی مجلس نرفت و دیگر پیگیری هم نمی‌شود.
این لایحه به «قانون دانتون ابی» هم شهرت دارد و وجه تسمیهٔ آن، اشاره به مجموعهٔ تلویزیونی دانتون ابی است که در آن دختر بزرگِ ارلِ گرانتهام نمی‌توانست القاب و دارایی‌های پدرش را به ارث ببرد، چرا که چنین چیزی فقط قابل انتقال به یک وارث مذکر است.